# Pia Mourier
Pia Mourier (født 13. marts 1958) er en dansk skuespiller.
Er gift med Steen Mourier og har tre børn.                                                                    Mourier er uddannet skuespiller fra Aarhus Teater 1982 og har derpå arbejdet som skuespiller og instruktør på scener over hele landet. Hun var event-manager og leder af teater talentlinjen fra 2014 til 2023 på Vendsyssel Teater.
Derudover erfaren speaker, samt rådgiver i præsentationsteknik.
Hun har haft roller i et par kortfilm samt en birolle i Møgunger (2003)